# Förföljelsen av feyli-kurder
Förföljelsen av feylikurder, även kallad förtryckets natt (kurdiska: zālīma lēyl),[källa behövs] var en systematisk förföljelse av feyli-kurder i Irak, genomförd av Baathregimen under Saddam Hussein mellan 1970 och 2003. Feyli-kurderna utsattes för massmord, hundratusentals utvisades till Iran och deras egendom konfiskerades. Förföljelsen, morden och deportationerna har senare kategoriserats som folkmord av Kontoret för FN:s högkommissarie för mänskliga rättigheter (OHCHR) och år 2011 av den irakiska regeringen.

## Bakgrund
Feylikurder är en etno-religiös kurdisk folkgrupp med hemvist i Zagrosbergen i de sydöstliga delarna av Kurdistan, på båda sidor om gränsen mellan Iran och Irak. Till skillnad från de flesta andra kurder är feylikurderna shiamuslimer. Sedan 1800-talet har många av dem flyttat till Bagdad och andra irakiska städer, där många under 1900-talet etablerade sig som framgångsrika köpmän.
Trots att de ofta var ekonomiskt och socialt framstående så har feylikurderna utsatts för statlig diskriminering ända sedan den unga irakiska statens första konstitution från 1924. Där betraktades feylikurderna som perser och inte "ursprungliga irakier" och fick inte fullt medborgarskap även om deras familjer bott i Irak i hundratals år. När Baath-partiet kom till makten 1963 utnyttjades denna lag för att dra tillbaka feylikurders medborgarskap.

## Deportationer kring 1970
Från 1968 började den irakiska regeringen under Saddam Hussein genomföra storskaliga deportationer till Iran. Enligt en källa deporterades 70 000 feylikurder mellan 1968 och 1971. Skälen till detta antas ha varit flera. Baathregimen ville bryta feylikurdernas ekonomiska inflytande och såg dem också som ett politiskt hot eftersom många hade engagerat sig i den kurdiska upprorsrörelsen eller andra regimkritiska partier. Framstående feylikurdiska eliter såsom aristokrater, affärsmän och akademiker på hög nivå i Bagdad utgjorde en särskild måltavla. Många försvinnanden och avrättningar rapporterades av aktivister mellan 1970 och 1973.[källa behövs]

## Den stora förföljelsen
Från och med den iranska revolutionen 1979 och Iran-Irak-krigets utbrott 1980 intensifierades förföljelsen av feylikurderna i Irak. De beskylldes för att stödja Iran mot Irak och förråda den arabiska nationalismen. Deras kurdiska identitet och deras shiamuslimska religion användes av den sunnimuslimska regimen som argument för förföljelse. Systematiska avrättningar startade i Bagdad och Khanaqin 1979 och spred sig senare till andra irakiska och kurdiska områden.[källa behövs]
I april 1980 anklagades feylikurden Samir Ghulam för att ha försökt mörda Iraks vice premiärminister Tariq Aziz, en händelse som bidrog till att utlösa kriget mellan Iran och Irak. Som hämnd tillfångatog regimen hela Ghulams familj och avrättade dem. Den 7 maj 1980 undertecknade Saddam Hussein dekret nummer 666 som legaliserade och beordrade konfiskering, tvångsdeportation, exil och internering av feylikurder. Statliga myndigheter samarbetade för att sammanställa namnlistor på dem som skulle deporteras. Vid ett uppmärksammat tillfälle kallades 900 av Bagdads mest framstående affärsmän till ett möte med förevändningen att de skulle få nya importlicenser. De av affärsmännen som var feylikurder, ungefär 400 personer, leddes sedan ut genom en bakdörr och transporterades med bussar till den iranska gränsen.
Feylikurder spårades upp genom att offentligt anställda beordrades visa sina ID-kort och skolbarn instruerades att visa sina och föräldrarnas ID-kort. Säkerhetspolisen sökte igenom feylikurdiska hem och deporterade dem som inte kunde uppvisa irakiska ID-kort. Stora penningbelopp erbjöds till irakiska medborgare som var gifta med feylikurder, för att de skulle ta ut skilsmässa och tillåta att deras makar deporterades.
De utvisades egendom konfiskerades och de tvingades iväg till Iran utan att få ta med sig någonting. Ett okänt antal, framför allt kvinnor, barn och åldringar, dog av umbäranden när de tvingades gå till fots mot Iran. Väl i Iran fick ett mindre antal iranskt medborgarskap men de flesta hamnade i flyktingläger utan tillgång till utbildning eller förvärvsarbete. Unga män, enligt vissa källor fler än 20 000, tillfångatogs och försvann, och det berättas om att de torterades och användes vid tester av kemiska och biologiska vapen. De användes också som mänskliga sköldar eller minröjare i kriget mot Iran.
Det uppskattas att omkring 25 000 feylikurder dog på grund av fångenskap och tortyr. Det antal feylikurder som fråntogs sina medborgerliga rättigheter och tvångsdeporterades uppskattas till mellan 150 000 och 500 000.

## Efter förföljelsen
Av de hundratusentals feylikurder som under förföljelsen deporterades till Iran återvände de allra flesta till Irak efter Baathregimens fall 2003. År 2008 fanns uppskattningsvis 7000 registrerade feylikurder kvar i Iran och ungefär 800 hade fått iranskt medborgarskap.
Irak antog 2006 en ny nationalitetslag som skulle göra det möjligt att återfå irakiskt medborgarskap för dem som fråntagits detta av politiska, religiösa eller etniska skäl. 2011 antog Iraks parlament enhälligt en resolution som slog fast att feylikurderna utsatts för folkmord. Fyra personer från Baathpartiet, däribland den förre utrikesministern Tariq Aziz, dömdes för sina roller vid deportationerna.
Den irakiska regeringen har (innan 2017) rapporterat att 97 procent av de feylikurder som förlorat sina medborgarskap har återfått dem. Siffran har ifrågasatts av bland andra UNHCR som har påpekat att siffran presenterade utan godtagbart underlag. Det rapporteras att processen har varit långsam och byråkratisk, att den har förutsatt att man betalar mutor och att det har krävts dokumentation som de deporterade och bestulna feylikurderna inte kan förväntas ha tillgång till. Enligt siffror från irakiska inrikesdepartementet var det bara 16 580 feylikurder som fick tillbaka sitt medborgarskap under perioden 2003–2013.
Utan nationella dokument har feylikurderna begränsad tillgång till sådant som sjukvård och utbildning. Även de som fått irakiska ID-kort utsätts för diskriminering eftersom korten har en annan färg än andra irakiers och deras ursprung anges som iranskt. Trots att de enligt nya lagar skulle få tillbaka sina fastigheter och annan egendom har detta skett i mycket liten utsträckning. Deras dubbla identitet som kurder och shiiter gör att de inte fullt ut är inkluderade i någon etniskt/religiöst definierad grupp och de saknar (2023) den lagstadgade representation i parlamentet och offentlig förvaltning som enligt lag tillfaller andra folkgrupper inom Irak.
Efter att Kurdistans regionala regering 2017 beslutat om folkomröstning om självstyre ökade trakasserierna mot feylikurder i Bagdad och en del av dem flyttade till Irakiska Kurdistan. Även inom det självstyrande Irakiska Kurdistan utsätts feylikurderna (2023) för diskriminering från soranitalande och sunnitiska kurder och tillerkänns inte full delaktighet i det politiska livet.
Förföljelsen, morden och deportationerna har kategoriserats som folkmord av Kontoret för FN:s högkommissarie för mänskliga rättigheter (OHCHR) och år 2011 av den irakiska regeringen. Även Kurdistans parlament har erkänt förföljelserna som folkmord och 4 april har utsetts till den nationella minnesdagen för det feylikurdiska folkmordet. 2009 invigde Irakiska Kurdistans premiärminister Nechirvan Barzani tiotals minnesmärken och statyer över hela Kurdistan för att hedra dem som fallit offer för folkmordet.